# Popielno (Ruciane-Nida)
Popielno [pɔˈpjɛlnɔ] (deutsch Popiellnen, 1928–1945 Spirding) ist ein zur Gemeinde Ruciane-Nida zählendes Dorf im südöstlichen Masuren in der polnischen Woiwodschaft Ermland-Masuren, Powiat Piski.
Das Dorf befindet sich 22 Kilometer nordwestlich der Kleinstadt Pisz (deutsch Johannisburg) auf einer Halbinsel am Westufer des Jezioro Sniardwy (deutsch Spirdingsee).

## Geschichte
Das Dorf Popielno bzw. Popiellnen wurde 1694 als Domäne gegründet. Der Name des Ortes leitet sich aus dem polnischen popiół für Asche ab.
Am 8. April 1874 kam es umliegend zur Bildung eines Amtsbezirks Guszianka aus der Landgemeinde Wigrinnen und den Gutsbezirken Diebowko, Guszianka - Forst, Popiellnen und Warnold, der zunächst verwaltet wurde vom Amtsvorsteher in Guszianka.
Am 30. März 1875 erfolgte die Eingliederung weiter Teile des Gutsbezirks Guszianka - Forst in den Gutsbezirk Popiellnen.
Von 1898 bis 1945 war Popiellnen mit seiner damals überwiegend evangelischen Bevölkerung in das Kirchspiel der Kirche Weissuhnen (heute polnisch: Wejsuny) eingegliedert. Sie lag im Kirchenkreis Johannisburg (Pisz) in der Kirchenprovinz Ostpreußen der Kirche der Altpreußischen Union. Auch heute noch ist diese Kirche das Gotteshaus der nunmehr zahlenmäßig geringen Einwohnerschaft von Wejsuny. Sie wird von Pisz aus betreut und gehört zur Diözese Masuren der Evangelisch-Augsburgischen Kirche in Polen. Eine kleinere Kapelle dient als Gottesdienstort der Katholischen Kirche in Polen.
Bis 1905 gehörte Popiellnen übergeordnet zum Regierungsbezirk Gumbinnen, danach zum Regierungsbezirk Allenstein.
Mit einer Neustrukturierung der Verwaltungsbereiche zum 1. Januar 1908 umfasste der Amtsbezirk Guszianka nun die Landgemeinden Piasken-Onufrigowen, Rudczanny und Wigrinnen und die Gutsbezirke Guszianka - Oberförsterei, Popiellnen und Warnold.
Am 1. Dezember 1910 waren in Popiellnen 97 Einwohner registriert.
Am 30. September 1928 wurde der Gutsbezirk Popiellnen in die neue Landgemeinde Spirding umgewandelt. Damit bekam auch der Ort im Zuge der zunehmenden Eindeutschung masurischer Ortsnamen seinen neuen Namen Spirding, der auf den angrenzenden Spirdingsee zurückging. Gelegentlich fand sich auch die nicht amtliche Ortsbezeichnung Spirdingsblick.
Die genaue Herkunft des Namens Spirding für See und Ort ist nicht abschließend geklärt. Vermutlich liegt das altpreußische Wort spirt für deutsch widerstehen, also ein widerspenstiges Gewässer zugrunde, das die damals hier siedelnden Sudauer einbrachten.
1933 lebten nach einer amtlichen Zählung in Spirding 117 Einwohner.
Am 12. Februar 1936 benannte man den Amtsbezirk Guszianka in Guschianka um. Zweieinhalb Jahre später fand nochmals eine Umbenennung des anliegenden Amtsbezirks in Guschienen statt.
1939 waren in Spirding 121 Einwohner verzeichnet.
Bis 1945 gab es im Ort eine Forschungsstation der Universität Königsberg.
Am 27. Januar 1945 erreichte die Rote Armee Spirding, dessen Zivilbevölkerung kurz zuvor nahezu vollständig evakuiert wurde.
Nach Ende des Zweiten Weltkrieges 1945 fiel das zum Deutschen Reich (Ostpreußen) gehörende Spirding an Polen. Die ansässige deutsche Bevölkerung wurde, soweit sie nicht geflüchtet war, nach 1945 größtenteils vertrieben und durch Neusiedler aus anderen Teilen Polens ersetzt. Der Ort wurde in Popielno zurück- bzw. umbenannt.
Von 1975 bis 1998 gehörte Popielno zur damaligen Woiwodschaft Suwałki, kam dann 1999 zur neu gebildeten Woiwodschaft Ermland-Masuren.
Das kleine Dorf Popielno besitzt, hervorgegangen aus der früheren Forschungsstation der Universität Königsberg, seit 1955 ein zoologisches Forschungszentrum der polnischen Wissenschaftsakademie von Warschau, wo unter anderem Biber, Wisente und Tarpane (Wildpferde) gezüchtet werden.
Insbesondere wird hier im Institut für Genetik und Tierzucht an ausgestorbenen und gefährdeten Tierarten geforscht, so etwa an einer Wiederaufzucht des Auerochsen, der zwischen 1400 und 1500 im damaligen Ostpreußen ausstarb.
Zur Akademie gehört ein fast die gesamte Halbinsel umfassendes 1.477 Hektar großes Naturschutzgebiet, wo die seltenen Tierarten ihren Schutzraum haben und durch das die einzige nach Popielno führende Straße führt.
1987 hatte die Einwohnerzahl in Popielno, die auch in engem Zusammenhang mit dem dort befindlichen Institut steht, mit 203 ihren zahlenmäßigen Höhepunkt. Danach ging sie mit den politischen Umbrüchen in Polen geringfügig zurück.

## Sehenswürdigkeiten
- Deutscher Friedhof mit Gräbern aus dem 18. und 19. Jahrhundert
- Scheune aus der Mitte des 18. Jahrhunderts
- Masurische Holzhäuser
- Schmiede aus dem frühen 20. Jahrhundert